# (29245) 1992 PZ
1992 بي زد (ويعرف أيضًا باسم (29245) 1992 بي زد وفق تسمية الكوكب الصغير) (بالإنجليزية: 1992 PZ)‏ هو كويكب ضمن حزام الكويكبات؛ وترتيبه 29245 من حيث الاكتشاف.
اكتُشف هذا الجُرم الفلكي بواسطة إيريك والتر إلست في 8 أغسطس 1992.

## وصلات خارجية
- (29245) 1992 PZ في قاعدة بيانات مختبر الدفع النفاث لأجرام النظام الشمسي الصغيرة

- الاكتشاف · مخطط المدار ·  العناصر المدارية · المعلمات المادية

- (29245) 1992 PZ على موقع ويكي سكاي: DSS2, SDSS, GALEX, IRAS, Hydrogen α, X-Ray, Astrophoto, Sky Map, Articles and images